# Africaleurodes
Africaleurodes  (лат.) — род мелких насекомых из семейства белокрылок (Aleyrodidae). Известно около 20 видов. Встречаются, главным образом в тропической Африке; четыре вида найдены в Индии и один на Тайване. Длина около 1 мм. Близок к роду Aleurolobus, от которого отличается отсутствием тёмной пигментации.
- Africaleurodes adami Cohic, 1968[4] — Конго
- Africaleurodes ananthakrishnani Dubey & Sundararaj, 2006[5] — Индия, Керала.
- Africaleurodes balachowskyi Cohic, 1968[4] — Конго
- Africaleurodes capgrasi Cohic, 1968[4] — Конго
- Africaleurodes citri Takahashi, 1932 (=Aleurolobus citri). — Тайвань
- Africaleurodes coffeacola Dozier, 1934[1] — Берег Слоновой Кости, Конго typus
- Africaleurodes fulakariensis Cohic, 1966 — Конго
- Africaleurodes hexalobi  Bink-Moenen, 1983 — Чад
- Africaleurodes indicus  Regu & David, 1993 — Индия, Tamil Nadu.
- Africaleurodes karwarensis  Dubey & Sundararaj, 2006[5] — Индия, Karnataka.
- Africaleurodes loganiaceae Dozier, 1934[1] — Конго
- Africaleurodes martini  Cohic, 1968[4] — Конго
- Africaleurodes ochnaceae Dozier, 1934[1] — Конго
- Africaleurodes pauliani Cohic, 1968[4] — Конго
- Africaleurodes simula Peal, 1903 (=Aleurodes) — Индия, West Bengal
- Africaleurodes souliei  Ardaillon & Cohic, 1970 — Берег Слоновой Кости
- Africaleurodes tetracerae Cohic, 1966 — Конго
- Africaleurodes uvariae Cohic, 1968[4] — Конго
- Africaleurodes vrijdaghii Ghesquière in Mayné & Ghesquière, 1934[6] (=Aleurolobus) — Конго